# Bertil Tallberg
Bertil Tallberg (17 de septiembre de 1883-20 de abril de 1963) fue un deportista finlandés que compitió en vela en la clase 8 Metre. Fue hermano del también regatista Gunnar Tallberg.
Participó en los Juegos Olímpicos de Estocolmo 1912, obteniendo una medalla de bronce en la clase 8 Metre.

## Palmarés internacional
| Juegos Olímpicos | Juegos Olímpicos   | Juegos Olímpicos  | Juegos Olímpicos |
| Año              | Lugar              | Medalla           | Clase            |
| ---------------- | ------------------ | ----------------- | ---------------- |
| 1912             | Estocolmo (Suecia) | Medalla de bronce | 8 Metre          |